# 특종! 사건파일
《특종! 사건파일》은 KBS 2TV에서 2001년 5월 2일부터 2001년 10월 31일까지 방송되었던 범죄 안전지대 프로그램이다.

## 방영 목록
- 특종! 사건파일의 에피소드 목록